# Сади-Дольне
Сади-Дольне (пол. Sady Dolne, нім. Nieder Baumgarten) — село в Польщі, у гміні Болькув Яворського повіту Нижньосілезького воєводства.
Населення — 397 осіб (2011).
У 1975-1998 роках село належало до Єленьоґурського воєводства.

## Демографія
Демографічна структура станом на 31 березня 2011 року:
|          | Загалом | Допрацездатний вік | Працездатний вік | Постпрацездатний вік |
| -------- | ------- | ------------------ | ---------------- | -------------------- |
| Чоловіки | 190     | 44                 | 134              | 12                   |
| Жінки    | 207     | 51                 | 121              | 35                   |
| Разом    | 397     | 95                 | 255              | 47                   |

## Галерея

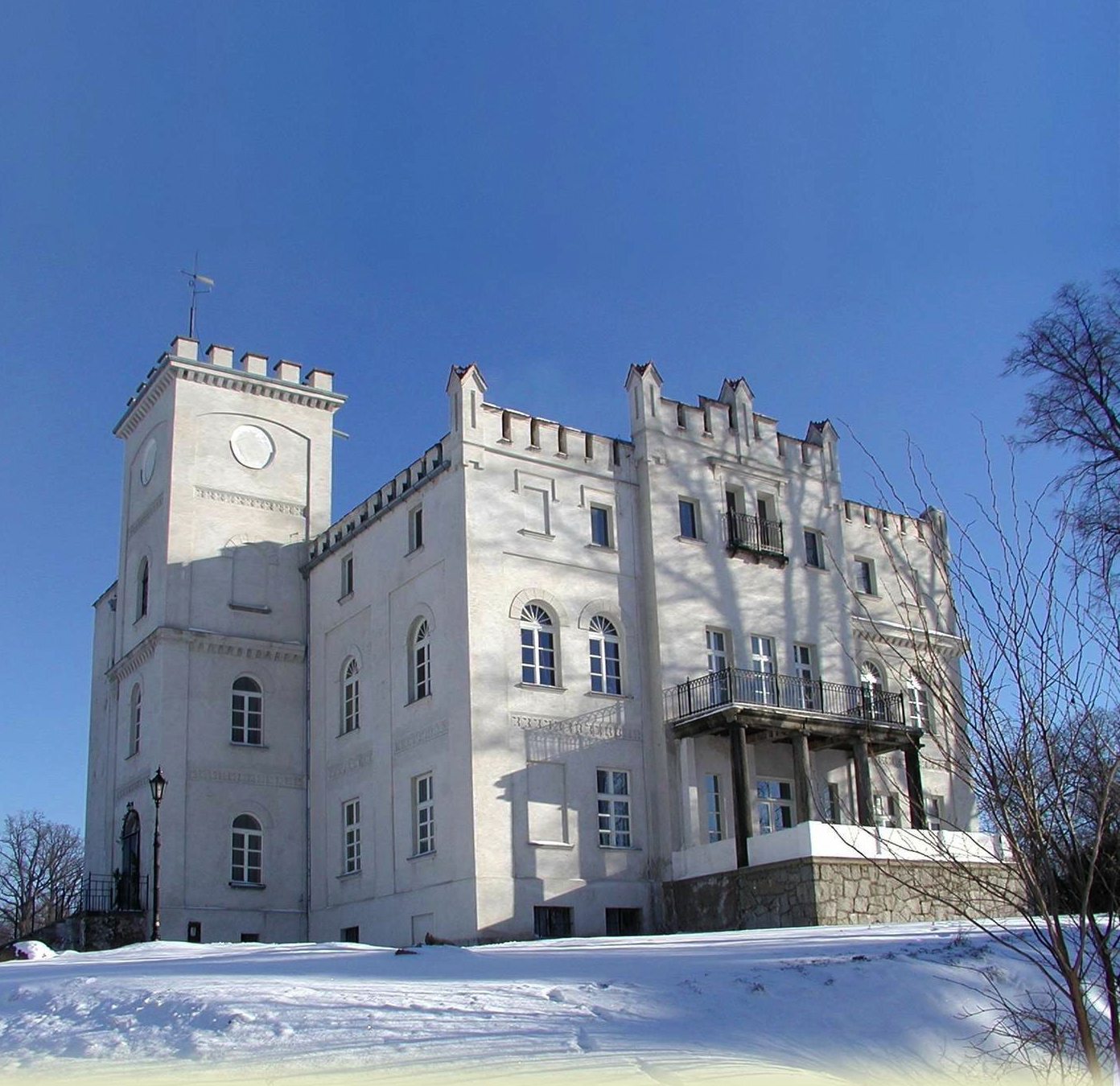
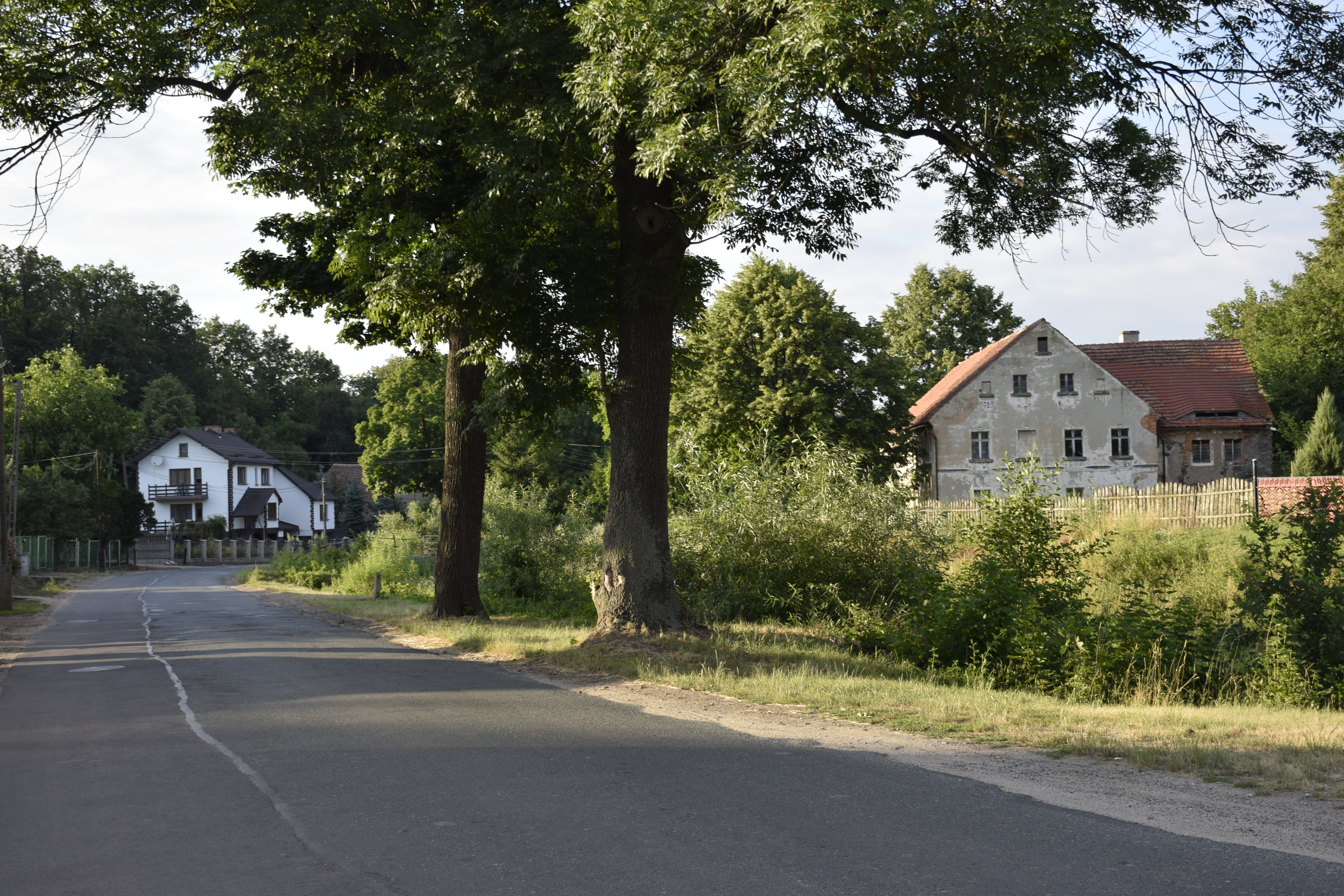
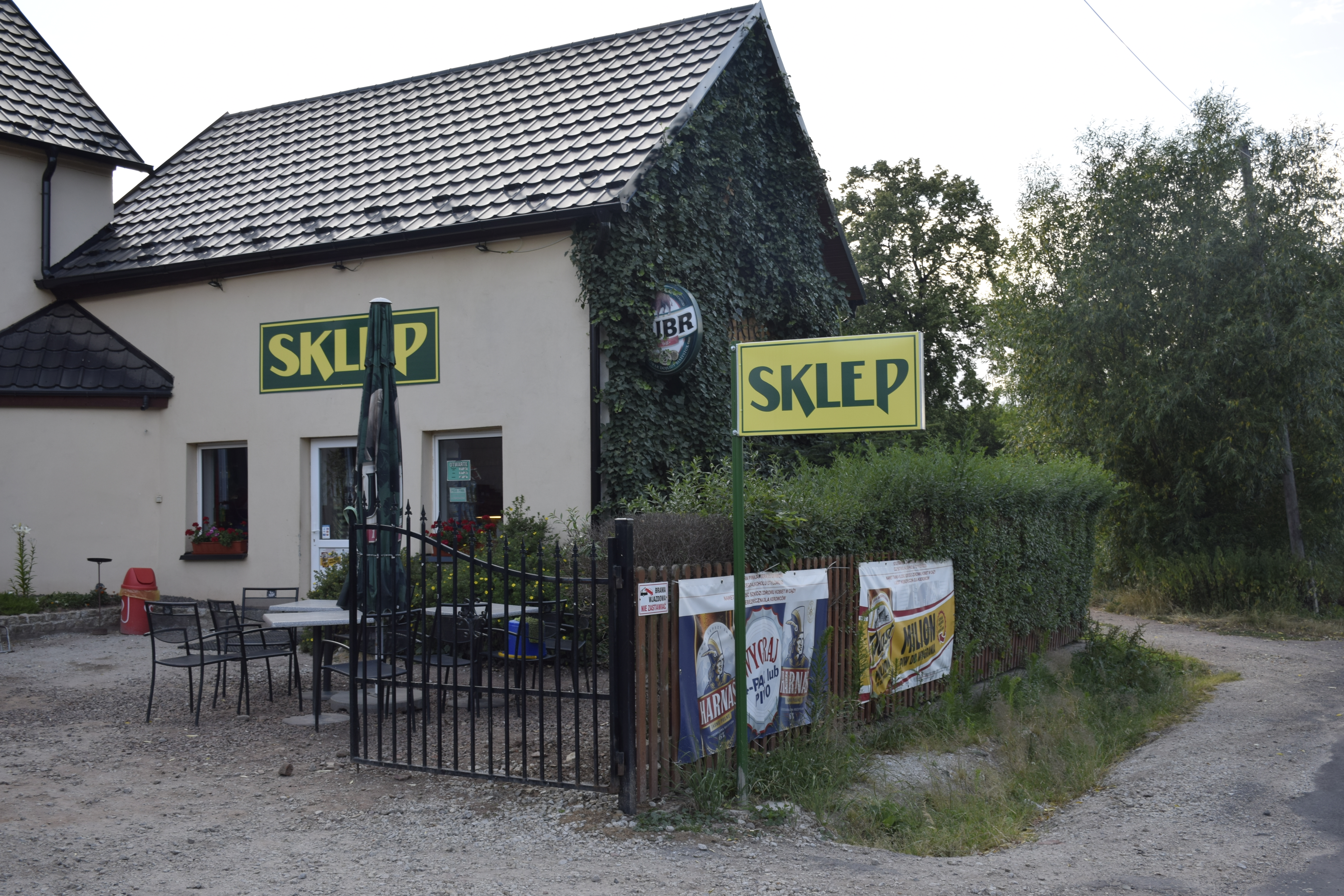
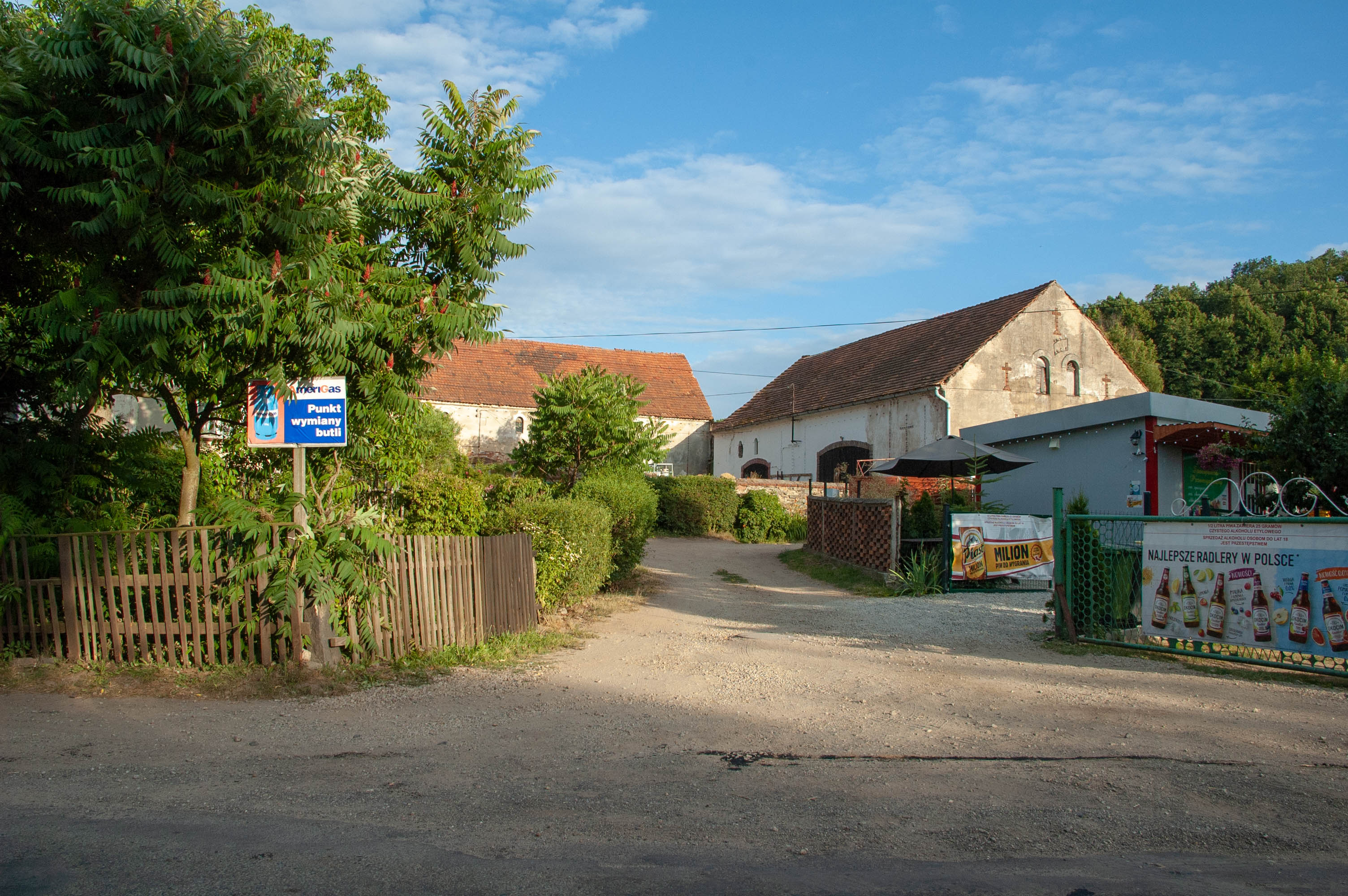
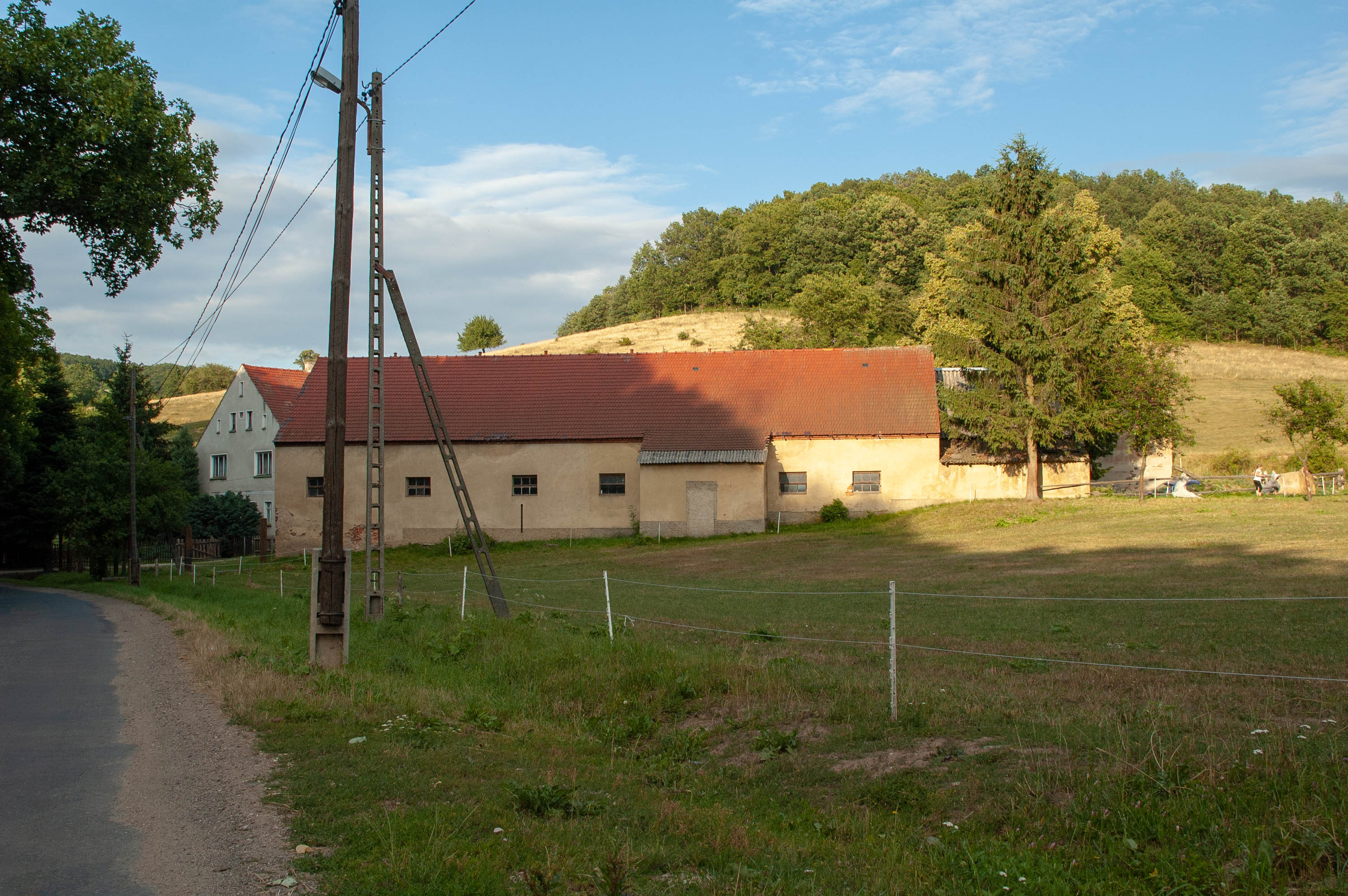